# Pandemia di COVID-19 in Kosovo
La pandemia di COVID-19 in Kosovo  è stata confermata a partire dal 13 marzo 2020.

## Antefatti
Il 12 gennaio 2020, l'Organizzazione mondiale della sanità (OMS) ha confermato la scoperta di un nuovo coronavirus, causa di un'infezione polmonare che aveva colpito diversi abitanti della città di Wuhan, nella provincia cinese dell'Hubei, il cui caso era stato portato all'attenzione dell'OMS il 31 dicembre 2019.
Sebbene nel tempo il tasso di mortalità della COVID-19 si sia rivelato decisamente più basso di quello della SARS, malattia respiratoria causata anch'essa da un coronavirus di cui vi era stata un'epidemia nel 2003, la trasmissione del virus SARS-CoV-2, alla base della COVID-19, è risultata essere molto più ampia di quella del precedente virus del 2002-2004 e ha portato a un numero totale di morti molto più elevato.
Il 5 maggio 2023, l'Organizzazione mondiale della sanità dichiara ufficialmente la fine della pandemia.

## Cronologia
Il 13 marzo sono stati confermati i primi due casi, un uomo di 77 anni di Vitina e una donna italiana di 20 anni, che lavoravano a Klina. Il governo del Kosovo ha deciso di mettere in quarantena e bloccare gli ingressi e partenze da queste due città.
Il 22 marzo è stata confermata la prima morte per COVID-19. Un uomo di 82 anni del villaggio Dumnica di Podujevo è stato la prima vittima della malattia, che aveva contratto il virus attraverso il contatto con suo figlio e sua figlia. Prima dell'infezione, la vittima soffriva di malattie cardiache e polmonari croniche e al sesto giorno di infezione presentava segni di infiltrazione polmonare e polmonite massiva sul lato sinistro.
Il 24 marzo, la decisione presa un giorno prima dal Governo del Kosovo di interrompere la circolazione di persone e veicoli per i giorni successivi, prevede l'arresto del movimento, salvo casi di emergenza dalle 10:00 alle 16:00 e dalle 20:00 alle 06:00.
Il 26 marzo viene confermato il primo caso di guarigione, negativo al secondo test il figlio della prima vittima di COVID-19.
Il 2 aprile il Ministero della Salute ha deciso di mettere in quarantena e bloccare gli ingressi alla città.

## Statistiche

### Totale
CasiData010.00020.00030.00040.00050.00013 Mar09 May05 Jul31 Aug27 OctCasi confermatiGuaritiMorti